# Haliphron atlanticus
Haliphron atlanticus (Steenstrup, 1861) è un mollusco cefalopode appartenente all'ordine Octopoda. È l'unica specie nota del genere Haliphron Steenstrup, 1859 e della famiglia Alloposidae Verrill, 1851. È una delle più grandi specie di cefalopodi ottopodi conosciute; può raggiungere i 3,5 metri di lunghezza e i 75 kg di peso stimati. A contendergli il primato è Enteroctopus dofleini.

## Descrizione

Individuo femminile pressoché integro catturato presso le isole Azzorre

H. atlanticum è caratterizzato da un mantello corto e largo con un'ampia apertura e testa larga quanto il mantello o talvolta di più; sulla testa sono presenti due grandi occhi. Le braccia sono corte e unite da una membrana fin quasi all'estremità, portano due serie longitudinali di piccole ventose, tranne alla base dove possono essere uniseriate. Mancano i pori acquiferi tipici degli Argonautoidea e l'imbuto è quasi completamente immerso nella testa. È presente il sacco dell'inchiostro. Ha corpo gelatinoso molto fragile, per questo motivo gli esemplari completi sono rari, il corpo è però fortemente pigmentato. I maschi hanno il terzo braccio destro trasformato in ectocotile che è poco visibile perché arrotolato in una tasca al di sotto dell'occhio destro. A causa del tessuto spesso e gelatinoso questo braccio è spesso invisibile, dando l'impressione che questo polpo abbia solo sette braccia da cui il nome inglese di "seven arm octopus". Questa specie è la più grande degli Argonautoidea e, come tutti i membri della superfamiglia, presenta un vistoso dimorfismo sessuale con il maschio che raggiunge dimensioni nettamente inferiori alla femmina; tuttavia gli esemplari maschili non sono nani come nelle altre famiglie, misurando fino ad almeno 10 cm di lunghezza del mantello e 20 cm di lunghezza totale. Si tratta dei maschi di Argonautoidea che raggiungono le maggiori dimensioni.
Nel 2002 un esemplare di dimensioni notevoli venne catturato con una rete a strascico alla profondità di 920 metri lungo il margine orientale della Piattaforma delle Chatham (Nuova Zelanda). Questo esemplare, il più grande H. atlanticum mai catturato, era inoltre il primo esemplare segnalato nell'oceano Pacifico meridionale. Il mantello era lungo 0,69 metri, la lunghezza totale raggiungeva i 2,9 metri e il peso i 61 kg, sebbene l'esemplare fosse incompleto.

## Distribuzione e habitat
H. atlanticum ha distribuzione cosmopolita tra le latitudini di 43° nord e 45° sud sebbene esistano segnalazioni per l'Irlanda, la Scozia e la Norvegia.
Le profondità alle quali sono state effettuate catture vanno da 100 a 3 173 metri sul fondale e dalla superficie a 1 260 m in acqua aperta, in corrispondenza di fondali molto più alti. Mentre gli altri Argonautoidei sono pelagici in ogni stadio vitale, pare che questa specie passi gran parte della vita nei pressi del fondale della piattaforma continentale e che sia pelagica solo in alcuni stadi. Ci sono prove che effettui migrazioni nictemerali durante le fasi pelagiche.

## Biologia
Le giovani femmine sono in grado di nuotare velocemente tanto da evitare le reti; le femmine mature invece hanno una locomozione lenta di tipo medusoide come confermato da filmati subacquei.

### Alimentazione
Sembra che sia basata su crostacei e altri cefalopodi.

### Riproduzione
Pare che avvenga in inverno. Le uova vengono trattenute dalla femmina attaccate alla base delle braccia fino alla schiusa.

### Predatori
I resti di H. atlanticus sono stati trovati nei contenuti stomacali di pesci, mammiferi marini e uccelli marini.

## Tassonomia
L'olotipo di H. atlanticus, catturato nell'oceano Atlantico a 38°N 34°O, è conservato presso il museo zoologico dell'Università di Copenaghen.